# Liotella pulcherrima
Liotella pulcherrima is een slakkensoort uit de familie van de Skeneidae. De wetenschappelijke naam van de soort is voor het eerst geldig gepubliceerd in 1894 door Brazier.